# 국도 제54호선 (미국)

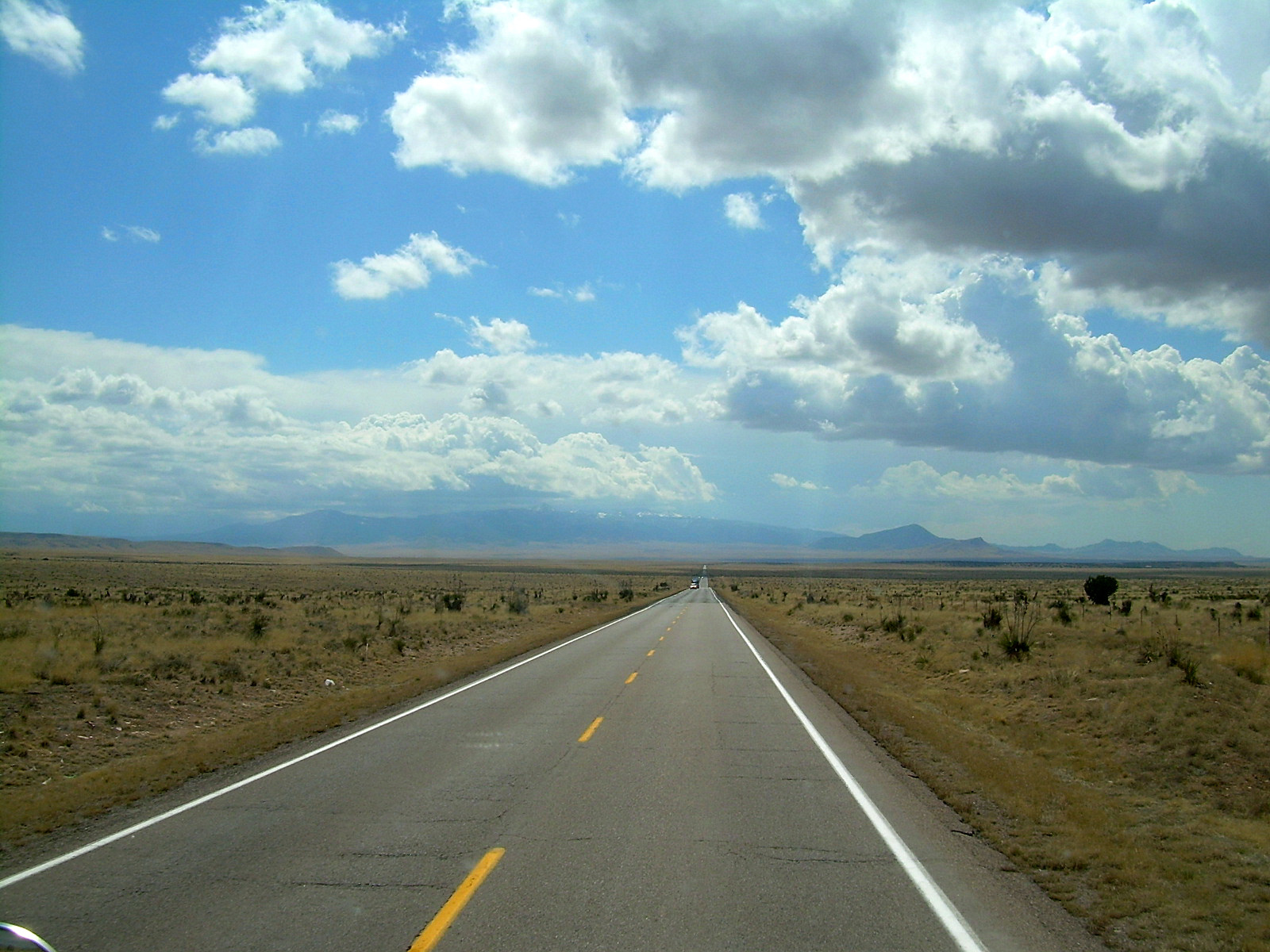
뉴멕시코주를 통과하는 US 54

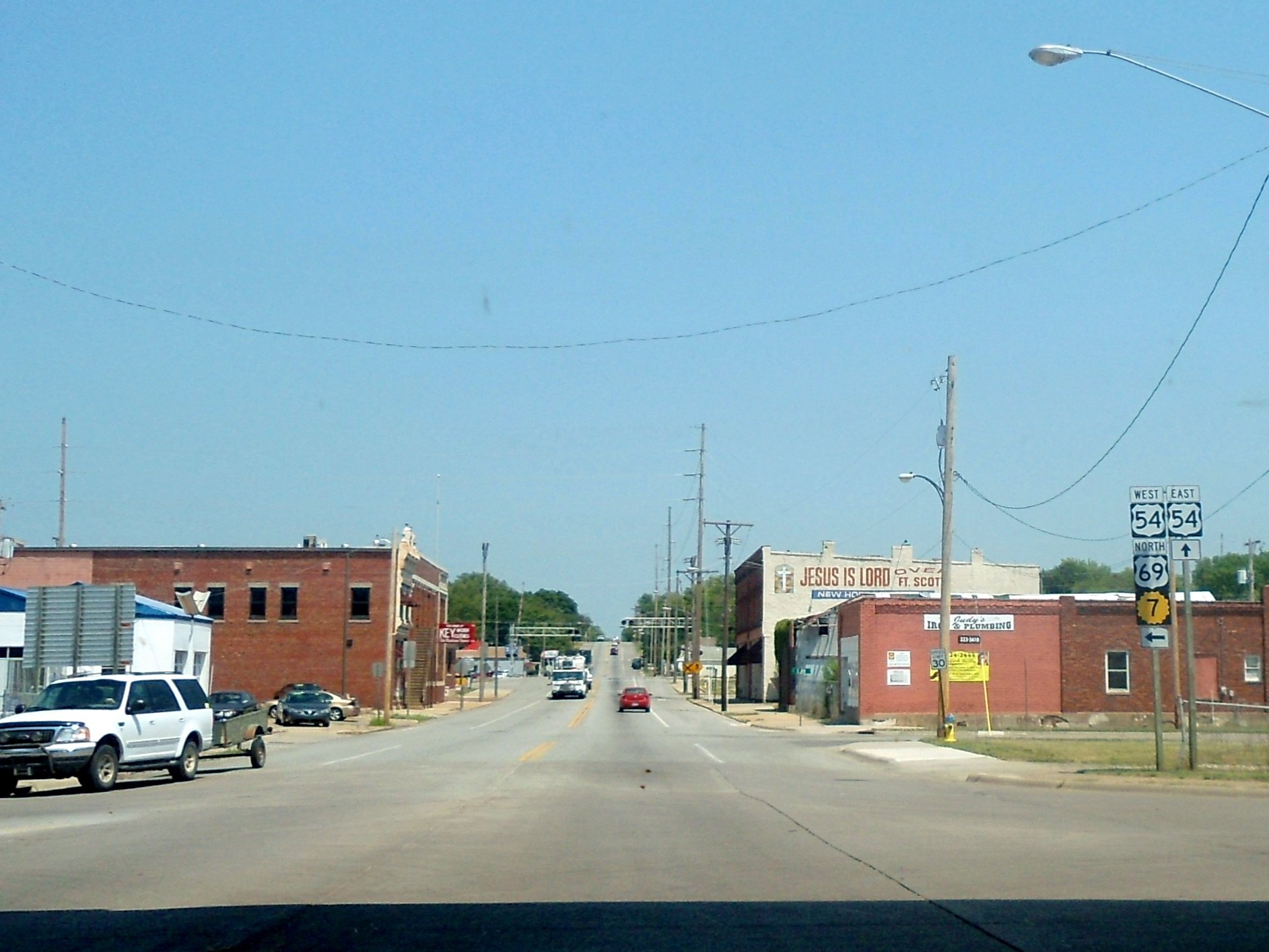
캔자스주 포트스콧에서 US 54, US 69, K-7 등이 서로 접촉하고 있는 교차로 전경.

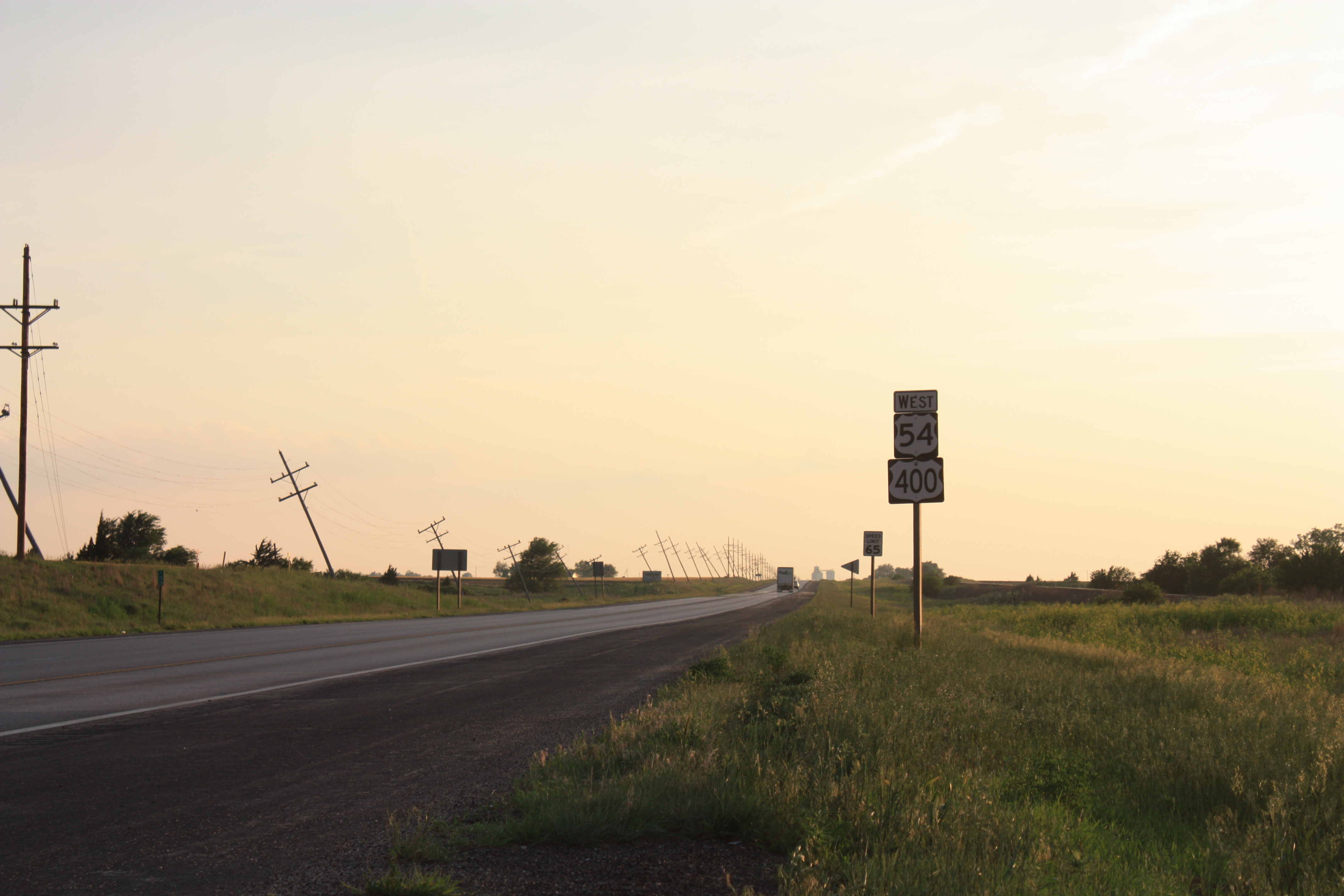
캔자스주 프랫에 놓여 있는 US 54, US 400과 관련된 도로 아이콘의 모습.

국도 제54호선(U.S. Route 54)은 텍사스주의 엘패소에서 일리노이주의 그릭스빌까지 이르는 총 연장 1,197mi(1,926km)의 거리를 이루는 미국의 일반 국도이다. 그러나 이 국도는 텍사스주를 2회씩 건너게 되는 국도이기도 하며, 유니언 퍼시픽 철도 투컴캐리 선(舊 서던 퍼시픽 철도 및 시카고 록 아일랜드 앤드 퍼시픽 철도의 골든스테이트 루트)과 같이 병주하고 있어, 엘패소에서 프랫까지의 구간 전체의 2/3에 한하여 차지하게 된다. 또한 기점은 멕시코-미국 국경과 인접한 엘패소이며, 종점은 주간고속도로 제72호선과 같이 만나게 되는 그릭스빌이다.

## 주요 경유지
54번 국도가 통과하고 있는 주는 다음과 같다.
| 주요 경로 및 거리 |           |       |
| \| 지역 \| 거리 (mi) \| (km) \| \| ------------------ \| --------- \| ----- \| \| 텍사스주 (엘패소) \| 20 \| 32 \| \| 뉴멕시코주 \| 355 \| 571 \| \| 텍사스주 (다른 곳) \| 92 \| 148 \| \| 오클라호마주 \| 56 \| 90 \| \| 캔자스주 \| 380 \| 612 \| \| 미주리주 \| 279 \| 449 \| \| 일리노이주 \| 24 \| 38 \| \| 합계 \| 1.206 \| 1,940 \| |           |       |
| 지역 | 거리 (mi) | (km)  |
| 텍사스주 (엘패소) | 20        | 32    |
| 뉴멕시코주 | 355       | 571   |
| 텍사스주 (다른 곳) | 92        | 148   |
| 오클라호마주 | 56        | 90    |
| 캔자스주 | 380       | 612   |
| 미주리주 | 279       | 449   |
| 일리노이주 | 24        | 38    |
| 합계 | 1.206     | 1,940 |

## 통과하는 도로

### 주간고속도로
- 주간고속도로 제110호선
- 주간고속도로 제10호선
- 주간고속도로 제40호선
- 주간고속도로 제235호선
- 주간고속도로 제135호선
- 주간고속도로 제35호선
- 주간고속도로 제49호선
- 주간고속도로 제70호선
- 주간고속도로 제72호선

### 국도
- 국도 제62호선
- 국도 제180호선
- 국도 제70호선
- 국도 제82호선
- 국도 제380호선
- 국도 제60호선
- 국도 제285호선
- 국도 제84호선
- 국도 제87호선
- 국도 제385호선
- 국도 제287호선
- 국도 제412호선
- 국도 제64호선
- 국도 제83호선
- 국도 제270호선
- 국도 제160호선
- 국도 제283호선
- 국도 제400호선
- 국도 제183호선
- 국도 제281호선
- 국도 제81호선
- 국도 제77호선
- 국도 제75호선
- 국도 제169호선
- 국도 제59호선
- 국도 제69호선
- 국도 제71호선
- 국도 제65호선
- 국도 제50호선
- 국도 제63호선
- 국도 제40호선
- 국도 제61호선
- 국도 제36호선

## 관련 국도
- 국도 제154호선